# Flaga Kraju Stawropolskiego
Flaga Kraju Stawropolskiego – flaga o proporcjach 2:3, przyjęta 15 maja 1997 r. Na fladze widnieją dwa kolory: żółty oraz biały. Głównym elementem flagi jest biały krzyż skandynawski, który mieści się na żółtym tle płata flagi. Jego oficjalne proporcje ustanowione przez lokalny parlament (Krajewaja Duma) to: 5,5+4,1+5,5:7,5+4,5+13. W centralnym punkcie krzyża znajduje się godło kraju.